# Nishi-Takakura (metropolitana di Nagoya)
Jingū-Nishi (西高倉駅?, Jingū-Nishi-eki) è una stazione della metropolitana di Nagoya situata nel quartiere di Atsuta-ku, a Nagoya, ed è servita dalla linea Meijō.

## Linee
Metropolitana di Nagoya
 Linea Meijō

## Struttura
La stazione è sotterranea, e possiede due marciapiedi laterali con due binari passanti.
| 1 | Linea Meijō | per Aratama-bashi e Yagoto |
| 2 | Linea Meijō | per Kanayama e Sakae       |

## Stazioni adiacenti
| «           | Servizio    | »           |
| Linea Meijō | Linea Meijō | Linea Meijō |
| ----------- | ----------- | ----------- |
| Jingū-Nishi | -           | Kanayama    |